# Thềm nhà có hoa
"Thềm nhà có hoa" là một bài hát của nữ ca sĩ người Việt Nam Hải Yến, nằm trong album phòng thu đầu tay cùng tên của cô, được phát hành vào năm 2006. Do nhạc sĩ Lê Thanh Tâm sáng tác, đây là bài hát mang giai điệu alternative rock với những ảnh hưởng từ pop và jazz. Ca từ bài hát kể về tình cảm của nhân vật chính dành cho một chàng trai, nhưng cả hai vẫn "chưa thốt nên lời".
Trong thời gian tham dự chương trình Bài hát Việt 2006, bài hát nhận những phản hồi tích cực từ phía các nhà phê bình âm nhạc và khán giả, khi liên tiếp đoạt giải "Ca khúc xuất sắc nhất của tháng 7 do Hội đồng nghệ thuật bình chọn", "Ca khúc xuất sắc nhất của tháng 7 do khán giả bình chọn" và "Phối khí hiệu quả nhất"; bài hát tiếp tục đoạt giải "Bài hát được khán giả yêu thích nhất năm 2006" của chương trình vào đầu năm 2007.

## Bối cảnh và phát hành

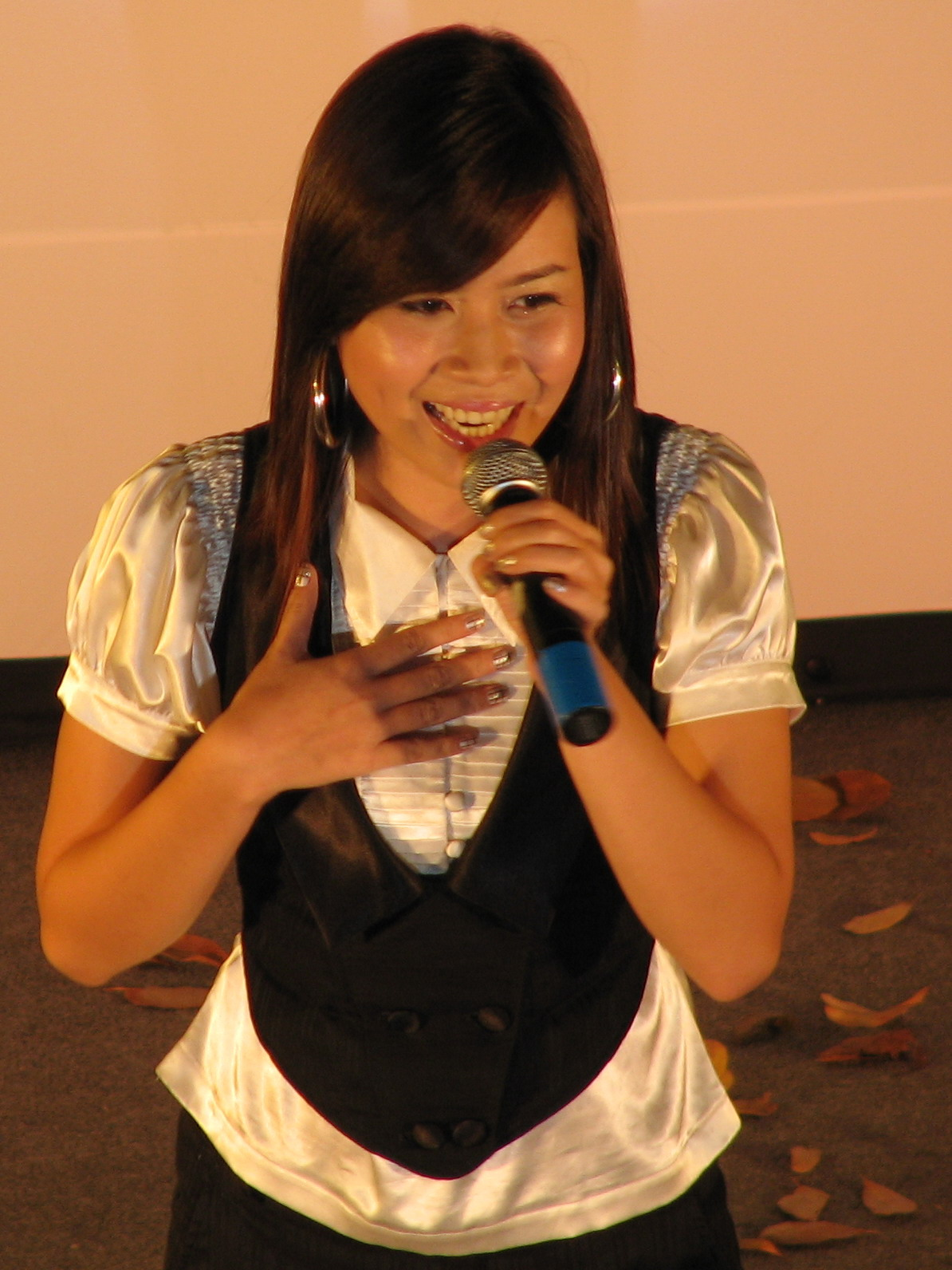
Trong giai đoạn kiểm định của Bài hát Việt 2006, nhạc sĩ Hồ Hoài Anh liên lạc với Lê Thanh Tâm để đưa "Thềm nhà có hoa" cho nữ ca sĩ Lưu Hương Giang (ảnh).

Sau khi lọt vào 4 thí sinh chung cuộc, Trương Thị Hải Yến chính thức đăng quang cuộc thi Tiếng hát Truyền hình Thành phố Hồ Chí Minh mùa giải năm 2005. Tuy nhiên, kết quả chung cuộc được công bố trong đêm "Chung kết xếp hạng" diễn ra vào ngày 2 tháng 11 lại vấp phải nhiều luồng phản hồi trái chiều từ dư luận. Bản thân Hải Yến cũng thừa nhận đã có một phần trình diễn không tốt bởi lý do sức khỏe và "gần như không còn sức để hát". Cô còn xác nhận việc phải đối mặt với những ảnh hưởng về tâm lý sau vài ngày giành chiến thắng.
Bắt đầu sáng tác từ năm 1997, tác giả Lê Thanh Tâm có một số ca khúc được các khán giả biết đến như "Sống cho nhau" (ca sĩ Tóc Tiên thể hiện), "Nhớ thương", "Tìm ai" (nhóm Mây Trắng), "Tình đến rồi đi" (Thu Thủy) hay "Anh quay về đây chi" (Hải Yến). Trong giai đoạn này, Thanh Tâm đang trong giai đoạn tìm tòi để tìm cho mình một phong cách riêng nên chưa mấy hài lòng với những sản phẩm đã sáng tác. Vào năm 2006, khi là nhân viên của Hãng Phim Trẻ, Thanh Tâm tình cờ gặp Lương Minh trước cửa Hãng phim. Anh Minh nhận ra Thanh Tâm là một cá nhân đã từng tham gia phong trào văn nghệ học sinh, sinh viên nên khuyên anh tham gia dự thi Bài hát Việt. Khi đó anh đắn đo, nhưng được sự động viên của ca sĩ Hải Yến, người lúc đó cũng đang có mối quan hệ tình cảm cùng Thanh Tâm, nên quyết định gửi bài hát "Thềm nhà có hoa" và "Không có người" dự thi.
"Thềm nhà có hoa" được công bố nằm trong 11 bài hát trình diễn trên chương trình Bài hát Việt tổ chức vào đêm 23 tháng 7 năm 2006 tại Nhà hát Hòa Bình. Lúc còn ở khâu kiểm định của chương trình, nhạc sĩ Hồ Hoài Anh liên lạc với Thanh Tâm để thương lượng bài hát này cho nữ ca sĩ Lưu Hương Giang, nhưng tác giả từ chối và giữ lại cho Hải Yến. Bài hát tiếp tục xuất hiện trong album cùng tên đầu tay của Hải Yến, phát hành vào thời điểm 1 năm sau khi cô đoạt giải nhất Tiếng hát truyền hình. Video âm nhạc cho "Thềm nhà có hoa" xuất bản trong VCD đính kèm theo album, do đạo diễn Thế Giang thực hiện.

## Sáng tác
"Thềm nhà có hoa" do Lê Thanh Tâm sáng tác, với giai điệu alternative rock chủ đạo, cùng những ảnh hưởng từ dòng nhạc pop và jazz. Có độ dài 4:03 (4 phút 03 giây), bài hát có hình thức hai đoạn, với mỗi đoạn thể hiện ở một âm khu khác nhau. Trong khi ở đoạn A, giai điệu gói gọn trong phạm vi một quãng 5 ở âm khu thấp (La-Mi); thì ở đoạn B, cao trào cảm xúc được ứng dụng một cách "kinh điển", đưa lên âm khu cao (Mi-Do bình), gói gọn trong quãng 6 nối tiếp từ nốt cao của âm khu đoạn A. Trang điện tử của Trường Đại học Điện lực Việt Nam mô tả bài hát có "Bố cục của ca khúc chặt chẽ, hiệu quả, là điều kiện giúp tác giả sắp xếp tổ chức âm thanh nhằm thể hiện những cảm xúc âm nhạc một cách khoa học và lôgic để người nghe dễ tiếp nhận những giai điệu và để giai điệu dễ đọng lại trong lòng người nghe."
Về ca từ, bài hát "như lời tự sự của chính nhân vật [...] giai điệu như chính âm điệu lời nói", khi kể về tình cảm giữa một cô gái và một chàng trai, nhưng chàng vẫn "chưa thốt nên lời", khiến cô gái "ngóng chờ mỏi mòn [...] thấy lòng chán chường". Trong đoạn điệp khúc, khi cô gái nhìn thấy hoa trên thềm nhà của chàng trai để lại, cô lại cảm thấy tim mình "tràn nắng ấm". Lời bài hát được mô tả "đơn giản, không quá văn hoa, bóng bẩy, khó hiểu, nhưng cũng không quá trần tục, nó dung dị như chính những lời nói chân thành", với sự dung hòa cùng "sự lãng mạn, lạc quan của nhân vật và nhân bản của tác giả".

## Tiếp nhận
Hầu hết các nhà phê bình âm nhạc đều có những lời tán thưởng đến "Thềm nhà có hoa". Trang điện tử của Trường Đại học Điện lực Việt Nam đề cao cấu trúc âm giai và giai điệu của bài hát, cùng nhận định " 'Thềm nhà có hoa' không chỉ mới lạ về bút pháp, nó không chỉ 'lạ' mà còn 'hay', dễ cảm và dễ nghe, bởi cảm xúc âm nhạc chân thành mà tác giả đã gởi vào giai điệu." Trang Dân trí có đề bật tính thuyết phục của bài hát, cho rằng nhạc phẩm "được chăm sóc bởi bản phối khá tinh tế và cảm xúc" và là "một trong những người bạn đồng cảm" của Hải Yến. Phi Phi cho rằng bài hát "khiến tên tuổi của cặp đôi Hải Yến – Thanh Tâm phất lên như diều gặp gió" trong thời điểm "các ca khúc nhạc thị trường rất được ưa chuộng, thì việc sáng tác mang đậm màu sắc pop/rock này chiếm nhiều cảm tình của khán giả ngay lập tức trở thành một điểm nhấn khá thú vị".
Vào thời điểm tham gia Bài hát Việt, bài hát nhận được sự quan tâm lớn từ phía chuyên môn. Trang điện tử của Trường Đại học Điện lực Việt Nam gọi "sự đồng thuận của Hội đồng Nghệ thuật và khán giả" của chương trình đã "cho chúng ta hy vọng về một lớp nhạc sĩ trẻ chưa được nhiều người biết đến đang khẳng định mình qua chương trình Bài hát Việt". Cùng với "Hai người lính" (tác giả Nguyễn Văn Toàn) và "Đám cưới chuột" (tác giả Gạt Tàn Đầy), "Thềm nhà có hoa" được xem là bài hát mang đậm tính khởi sắc của dòng nhạc rock trong năm 2006 và "ít nhiều đã ảnh hưởng đến sân khấu của Bài hát Việt". Tác giả Vĩnh Khang gọi bộ ba tác giả trên đã chứng tỏ "Rock luôn có một sức sống mãnh liệt trong dòng chảy âm nhạc và sẽ luôn thăng hoa khi có chất xúc tác, cụ thể chất xúc tác ở đây là sân khấu Bài hát Việt".
Trong lần dự thi vào tháng 7 năm 2006, bài hát cùng lúc đạt 3 giải lớn nhất, bao gồm "Ca khúc xuất sắc nhất của tháng do Hội đồng nghệ thuật bình chọn", "Ca khúc xuất sắc nhất của tháng do khán giả bình chọn" và giải "Phối khí hiệu quả nhất". Bài hát tiếp tục giành giải "Bài hát được khán giả yêu thích nhất" tại buổi trao giải chung cuộc diễn ra vào tháng 2 năm 2007. Tuy được biết đến rộng rãi, khi "không chỉ được phát liên tục trên radio, TV, quán cà phê và là ca khúc thuộc nằm lòng của các khán giả trẻ", album gốc chứa bài hát này lại không gặt hái thành công về thương mại, khi sau 7 tháng phát hành, Hải Yến vẫn chưa thể tiếp tục album thứ hai vì "chưa thu hồi vốn" từ Thềm nhà có hoa.

## Trình diễn trực tiếp
"Thềm nhà có hoa" lần đầu xuất hiện trên chương trình Bài hát Việt diễn ra vào đêm 23 tháng 7 năm 2006 tại Nhà hát Hòa Bình, với phần trình diễn của Hải Yến. Trong cuộc thi Thần tượng âm nhạc Việt Nam mùa thứ 4, thí sinh Hoàng Quyên và Hương Giang có trình bày lại ca khúc này trong đêm thi chung kết thứ 7. Báo Thể thao & Văn hóa mô tả màn song ca này "khá hiệu quả, khi Hoàng Quyên hát rất chắc phần bè chính. Hương Giang cũng đã làm tương đối tốt phần bè". Hoàng Quyên tiếp tục trình bày lại ca khúc này thuộc minishow của nhạc sĩ Thanh Tâm, trong khuôn khổ chương trình Bài hát Việt, diễn ra vào tối 26 tháng 7 năm 2013 tại Nhà hát Quân đội. Ngày 5 tháng 6 năm 2016, trong cuộc thi Nhân tố bí ẩn mùa thứ 2 phát sóng trên kênh VTV3, ba cô gái của nhóm BBQ đã thể hiện ca khúc trong tập 2 của Vòng Lộ Diện, nhưng màn thể hiện đó đã không đủ để giúp họ đi tiếp vào vòng trong. Báo Hà Nội mới đã nhận xét về màn biểu diễn của BBQ, "3 cô gái 'mũm mỉm' của nhóm BBQ đã dự thi bài hát "Thềm nhà có hoa" với bản phối mới mẻ. Họ đã tự tin mang đến một tiết mục thú vị và thuyết phục với giọng hát đầy nội lực. Tuy có sự thể hiện tốt, mới mẻ và cuốn hút nhưng BBQ cũng đành ngậm ngùi chia tay chương trình."
16 năm sau ngày Hải Yến cho ra mắt, "Thềm nhà có hoa" được Trúc Nhân và Văn Mai Hương thể hiện lại trong tập 7 của mùa 2 chương trình Xuân Hạ Thu Đông, rồi lại Xuân.